# Joe Smith (Schlagzeuger)
Joseph „Joe“ Smith (* 1971 in Chicago) ist ein US-amerikanischer Jazzmusiker (Schlagzeug).

## Leben und Wirken
Smith studierte am Cincinnati Conservatory und an der Manhattan School of Music bei Vernel Fournier, Jimmy Lovelace, John Von Ohlen, John Riley und Jeff Williams Von 1991 bis 2000 spielte er in New York City; anschließend lebte er in Barcelona. Unter eigenem Namen legte er im selben Jahr zwei Alben bei Fresh Sound Records vor, Happy und Melodic Workshop, u. a. mit Bill McHenry, Gorka Benítez, Guillermo Klein, Chris Lightcap und Jorge Rossy. Ferner war Smith an Aufnahmen von John McNeil (This Way Out, 2002), Arthur Kell, Ryan Blotnick, Fredrik Carlquist und Brandon Miller beteiligt. 2008 gründete er das Asociación Libre Orkesta, eine Big Band, die improvisierte Musik mit Lyrik und Bildprojektionen kombiniert. 2010 trat Smith mit dem Orkesta auf dem Festival Jazz al Parque in Bogotá auf. Seit 2011 lebt er in Berlin, wo er in Bandprojekten u. a. von George Donchev, Johannes Lauer, Christian Ugurel, Johannes Haage und Jessica Einaudi arbeitete, außerdem mit der Formation Sarsaparilla und bei einer Shakespeare-Produktion des Deutschen Theaters (Spiele für Mörder, Opfer und Sonstige, Regie: Dimiter Gotscheff).